# Bahamas Bowl 2015
Match précédent Match suivant
Le Bahamas Bowl 2015 est un match de football américain de niveau universitaire joué le 24 décembre 2015 après la saison régulière de 2015 au Thomas Robinson Stadium de Nassau aux Bahamas.
La seconde édition du Bahamas Bowl a mis en présence les Blue Raiders de Middle Tennessee issus de la Conference USA aux Broncos de Western Michigan issus de la Conference Mid-American.
Le match a débuté à 12:00 heure locale et a été retransmis par ESPN.
Sponsorisé par la société Popeyes Louisiana Kitchen (franchise de restaurants spécialisés dans le poulet frit), l’événement est officiellement baptisé le Popeyes Bahamas Bowl en date du 26 août 2014,
Le Bahamas Bowl 2014 avait été le premier (et seul) bowl depuis 1937 à se jouer en dehors des États-Unis (si l'on excepte les International Bowls s'étant déroulés de 2007 à 2010 au Canada, au Rogers Centre de Toronto (Ontario).
Les Broncos de Western Michigan remportent le match sur le score de 45 à 31.

## Présentation du match
| Équipes                                                                                            | Conférences             | Entraîneurs     | Stats. saison rég. |
| -------------------------------------------------------------------------------------------------- | ----------------------- | --------------- | ------------------ |
| Broncos de Western Michigan                                                                        | Mid-American Conference | P. J. Fleck     | 7-5                |
| Blue Raiders de Middle Tennessee                                                                   | Conference USA          | Rick Stockstill | 7-5                |
| Arbitre : Brandon Cruse Équipe donnée favorite par les bookmakers : Western Michigan à 2½ contre 1 |                         |                 |                    |

### Blue Raiders de Middle Tennessee
Avec un bilan global en saison régulière de 7 victoires et 5 défaites, Middle Tennessee est éligible et accepte l'invitation pour participer au Bahamas Bowl de 2015.
Ils terminent 2e de la East Division de la Conference USA derrière #25Western Kentucky, avec un bilan en division de 6 victoires et 2 défaites.
À l'issue de la saison 2015 (bowl compris), ils n'apparaissent pas dans les classements CFP, AP et Coaches.
Il s'agit de leur 1re apparition au Bahamas Bowl et leur 7e participation à un bowl (2 victoires pour 4 défaites), le premier depuis leur défaite 24 à 6 au Armed Forces Bowl 2013 contre Navy.
C'est aussi leur 3e rencontre avec un adversaire issu de la MAC, ayant perdu les deux matchs précédents, tout d'abord sur le score de 14 à 31 contre Central Michigan au Motor City Bowl 2006 et ensuite sur le score de 21 à 35 contre Miami lors du GoDaddy.com Bowl 2011.

### Broncos de Western Michigan
Avec un bilan global en saison régulière de 7 victoires et 5 défaites, Western Michigan est éligible et accepte l'invitation pour participer au Bahamas Bowl de 2015.
Ils terminent 2e de la West Division de la Mid-American Conference derrière Northern Illinois, avec un bilan en division de 6 victoires et 2 défaites.
À l'issue de la saison 2015 (bowl compris), ils n'apparaissent pas dans les classements CFP, AP et Coaches.
Il s'agit de leur 1re apparition au Bahamas Bowl et leur 7e participation à un bowl (6 défaites).
C'est la première fois qu'ils participent à un bowl lors de deux saisons consécutives (après leur défaite lors du Famous Idaho Potato Bowl 2014 contre l'Air Force sur le score de 24 à 38.
C'est aussi leur 2e rencontre avec un adversaire issu de la C-USA, le premier match s'étant soldé par une défaite sur le score de 14 à 38 contre Rice lors du Texas Bowl 2008.

## Résumé du match
| QT          | Temps       | Drive       | Drive       | Drive       | Équipe      | Description de l'action | Score | Score |
| QT          | Temps       | Jeux        | Yards       | TDP         | Équipe      | Description de l'action | MT    | WM    |
| ----------- | ----------- | ----------- | ----------- | ----------- | ----------- | --- | ----- | ----- |
| 1           | 13:43       | 5           | 75          | 01:17       | MT          | TD à la suite d'une course de 46 yards par WR Richie James + 1 point de conversion par kicker Cody Clark                                        | 7     | 0     |
| 1           | 12:43       | 3           | 71          | 01:00       | WM          | TD à la suite d'une course de 62 yards par RB Jamauri Bogan + 1 point de conversion par kicker Andrew Haldeman                                  | 7     | 7     |
| 1           | 11:04       | 5           | 75          | 01:39       | MT          | TD de 44 yards par WR Richie James à la suite d'une réception de passe de QB Brent Stockstill + 1 point de conversion par kicker Cody Clark     | 14    | 7     |
| 1           | 03:23       | 6           | 28          | 02:32       | WM          | FG de 47 yards par kicker Andrew Haldeman | 14    | 10    |
| 1           | 01:04       | 6           | 69          | 02:19       | MT          | FG de 23 yards par kicker Cody Clark | 17    | 10    |
| 1           | 00:03       | 2           | 85          | 01:01       | WM          | TD de 80 yards par WR Corey Davis à la suite d'une réception de passe de QB Zach Terrell + 1 point de conversion par kicker Andrew Haldeman     | 17    | 17    |
| 3           | 12:03       | 6           | 69          | 02:57       | WM          | TD à la suite d'une course de 46 yards par RB Jamauri Bogan + 1 point de conversion par kicker Andrew Haldeman                                  | 17    | 24    |
| 3           | 00:18       | 2           | 32          | 00:28       | MT          | TD à la suite d'une course de 17 yards par WR Collis, Christian + 1 point de conversion par kicker Cody Clark                                   | 24    | 24    |
| 4           | 12:47       | 5           | 75          | 02:31       | WM          | TD de 38 yards par WR Daniel Braveman à la suite d'une réception de passe de QB Zach Terrell + 1 point de conversion par kicker Andrew Haldeman | 24    | 31    |
| 4           | 09:41       | 6           | 70          | 03:06       | MT          | TD de 29 yards par WR Richie James à la suite d'une réception de passe de QB Brent Stockstill + 1 point de conversion par kicker Cody Clark     | 31    | 31    |
| 4           | 06:12       | 6           | 82          | 03:29       | WM          | TD à la suite d'une course d'1 yard par RB Jamauri Bogan + 1 point de conversion par kicker Andrew Haldeman                                     | 31    | 38    |
| 4           | 05:00       | 2           | 4           | 00:47       | WM          | TD à la suite d'une course d'1 yard par RB Jamauri Bogan + 1 point de conversion par kicker Andrew Haldeman                                     | 31    | 45    |
| Score final | Score final | Score final | Score final | Score final | Score final | Score final | 31    | 45    |

## Statistiques
| Statistiques par Équipes               | Statistiques par Équipes | Statistiques par Équipes |
| Statistiques                           | MT                       | WM                       |
| -------------------------------------- | ------------------------ | ------------------------ |
| 1er downs                              | 18                       | 18                       |
| Conversion de 3e Down                  | 5/14                     | 3/12                     |
| Conversion de 4e Down                  | 0/2                      | 1/1                      |
| Jeux–yards                             | 65 jeux pour 442 yards   | 68 jeux pour 613 yards   |
| Yards à la course                      | 115                      | 282                      |
| Yards à la passe                       | 327                      | 331                      |
| Passes : Réussies-Tentées-Interceptées | 26/39, 1 Int.            | 18/26, 1 Int.            |
| Réussite en zone rouge/chances         | 2/3                      | 2/4                      |
| TD                                     | 4                        | 6                        |
| Field Goals                            | 1/1                      | 1 réussi/2 tentés        |
| Sacks (Nombre-Yards perdus)            | 2 pour 4 yards gagnés    | 3 pour 6 yards gagnés    |
| Fumbles (Nombre/Perdus)                | 1/1                      | 2/0                      |
| Pénalités (Nombre/Yards perdus)        | 5 pour 40 yards perdus   | 9 pour 62 yards perdus   |
| Temps de possession                    | 25:12                    | 34:48                    |

| Meilleurs Joueurs (MVPs) | Meilleurs Joueurs (MVPs) | Meilleurs Joueurs (MVPs)    | Meilleurs Joueurs (MVPs) |
| ------------------------ | ------------------------ | --------------------------- | ------------------------ |
| Systèmes                 | Noms                     | Équipes                     | Postes                   |
| Attaque                  | Bogan Jamauri            | Broncos de Western Michigan | RB                       |
| Défense                  | Grant DePalma            | Broncos de Western Michigan | LB                       |

| Statistiques Individuelles | Statistiques Individuelles | Statistiques Individuelles           |
| -------------------------- | -------------------------- | ------------------------------------ |
| Quaterbacks                |                            |                                      |
| MT                         | Brent Stockstill           | 26/39, 327 yards, 3 TDs, 1 Int.      |
| WM                         | Zach Terrell               | 18/26, 297 yards, 2 TDs, 1 Int.      |
| Meilleurs Coureurs         |                            |                                      |
| MT                         | Richie James               | 2 courses pour 68 yards, 1 TD        |
| WM                         | Jamauri Bogan              | 19 courses pour 215 yards, 4 TDs     |
| Meilleurs Receveurs        |                            |                                      |
| MT                         | Richie James               | 8 réceptions pour 126 yards et 2 TDs |
| WM                         | Corey Davis                | 8 réceptions pour 183 yards et 1 TD  |
| Meilleurs Tackleurs        |                            |                                      |
| MT                         | Cavellis Luckett           | 2 tackles en solo et 5 assistes      |
| WM                         | Grant Depalma              | 5 tackles en solo et 7 assistes      |